# Animals (álbum)
Animals es el décimo álbum de estudio de la banda de rock progresivo Pink Floyd, lanzado al mercado el 21 de enero de 1977 a través de Harvest/EMI en el Reino Unido y de Columbia Records en Estados Unidos. Es un álbum conceptual que critica de forma mordaz las condiciones sociopolíticas de Inglaterra y la decadencia del mundo industrializado de la década de 1970. El disco supone además un cambio en el estilo musical respecto a su anterior trabajo, Wish You Were Here.
La grabación se llevó a cabo en los estudios de la banda, Britannia Row, en Londres. La producción del álbum se vio salpicada por los primeros signos de discordia que varios años después culminarían con la marcha de Roger Waters de la banda. La imagen de la portada del álbum —un cerdo flotando entre dos de las chimeneas de la estación eléctrica Battersea Power Station— fue diseñada por el compositor y bajista Roger Waters, y producido por el colaborador habitual de Pink Floyd, Hipgnosis.
Obtuvo reseñas positivas en el Reino Unido, y alcanzó el puesto número dos de ventas. También fue un éxito de ventas en Estados Unidos, en donde llegó al puesto número tres de la lista Billboard 200. A pesar de solo permanecer en las listas estadounidenses seis meses, las ventas constantes han conseguido que sea certificado platino en cuatro ocasiones por la RIAA. El tamaño de los recintos de su gira promocional In the Flesh, sumado a un incidente en el cual el comportamiento de los seguidores hizo que Waters escupiese a uno de ellos, sirvió de temática para que el bajista compusiese el siguiente álbum de estudio de la banda, The Wall.

## Antecedentes
En 1975 Pink Floyd compró un edificio de tres pisos en 35 Britannia Row en Islington. Su trato con EMI de tiempo ilimitado de estudio a cambio de un pequeño porcentaje de las ventas había expirado, así que convirtieron el edificio en un estudio de grabación y almacén. Su remodelación llevó la mayor parte de 1975, y para abril de 1976 la banda comenzó a trabajar en su décimo álbum de estudio, Animals, en su nuevo estudio.
En Inglaterra, 1976 fue un período dominado por la industria, la violencia racial, la alta inflación y el desempleo. Durante esta época, apareció un nuevo movimiento musical llamado punk rock —en parte una declaración nihilista contra las condiciones políticas y sociales reinantes, además de una reacción hacia la complacencia generalizada y la nostalgia que rodeaba la música rock— que comenzó a crecer en popularidad. Pink Floyd era un objetivo obvio para los músicos de este nuevo movimiento, notablemente para Johnny Rotten, quien vistió una camiseta de Pink Floyd en la que había añadido "I HATE" (ODIO) anteponiéndolo al nombre de la banda. El baterista Nick Mason, después llegó a decir que recibió de buen grado la "insurrección del punk rock" y lo vio como un regreso a la escena underground de la que Pink Floyd había manado (en 1977 produjo el segundo álbum de The Damned en los Estudios Britannia Row).

## Concepto

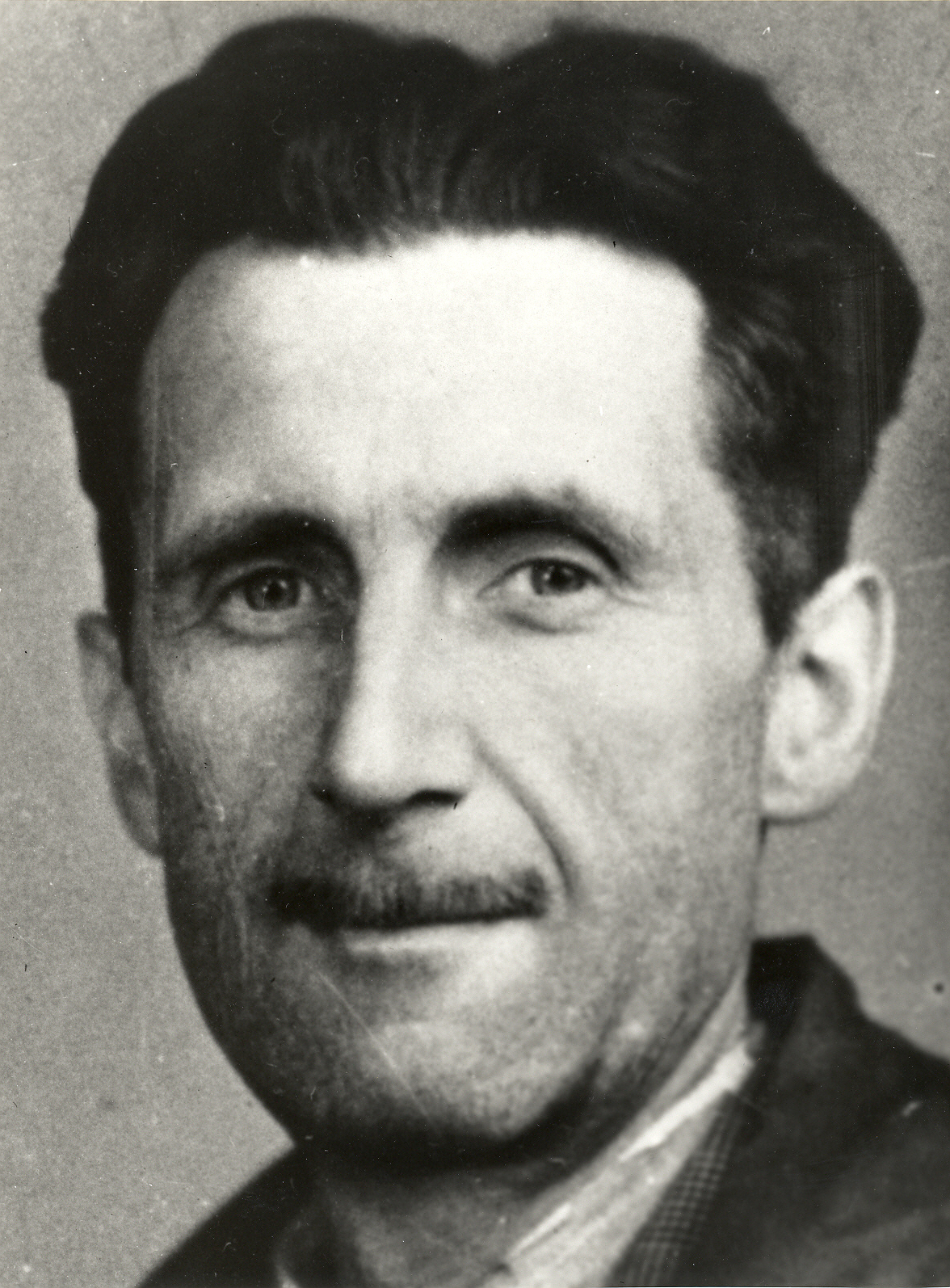
El concepto del álbum está basado en la fábula política de George Orwell, Rebelión en la granja.

A pesar de que para este nuevo movimiento musical el éxito de Waters podía jugar en su contra, sus preocupaciones sobre las desigualdades, los prejuicios, y las actitudes sociopolíticas de la época no estaban muy alejadas de las que expresaban las nuevas bandas. Animals está basado en términos generales, en la fábula política de George Orwell, Animal Farm, donde varias castas de la sociedad están representadas a través de diferentes animales: perros como los representantes de la ley, cerdos como implacables mandatarios y ovejas como peones descerebrados. Mientras la novela se enfoca en el estalinismo, el álbum es una crítica directa al capitalismo.
En el libro biográfico de Pink Floyd Comfortably Numb (2008), el escritor Mark Blake argumenta que la canción "Dogs" es uno de los trabajos más finos de David Gilmour, si bien el guitarrista solo interpreta vocalmente una de las canciones, su actuación es "explosiva". La canción contiene una notable contribución del teclista Richard Wright, haciendo uso de los sonidos funerarios de sintetizadores usados en el álbum previo de la banda, Wish You Were Here. "Pigs (Three Different Ones)" tiene un sonido similar a "Have a Cigar", con rellenos de guitarra de blues por parte de Gilmour, y referencias a la defensora de la censura (y una de los cerdos en el álbum) Mary Whitehouse son evidentes en la letra. "Sheep" contiene una versión modificada del Salmo 23. Hacia el final de la canción, las epónimas ovejas se rebelan y matan a los perros, aunque luego se retiran a sus casas. El álbum concluye con "Pigs on the Wing", una simple canción de amor en la cual se ve un atisbo de esperanza a pesar de la rabia expresada en las otras tres canciones del disco. La canción está fuertemente influenciada en la relación de Waters con su por entonces novia.

## Grabación

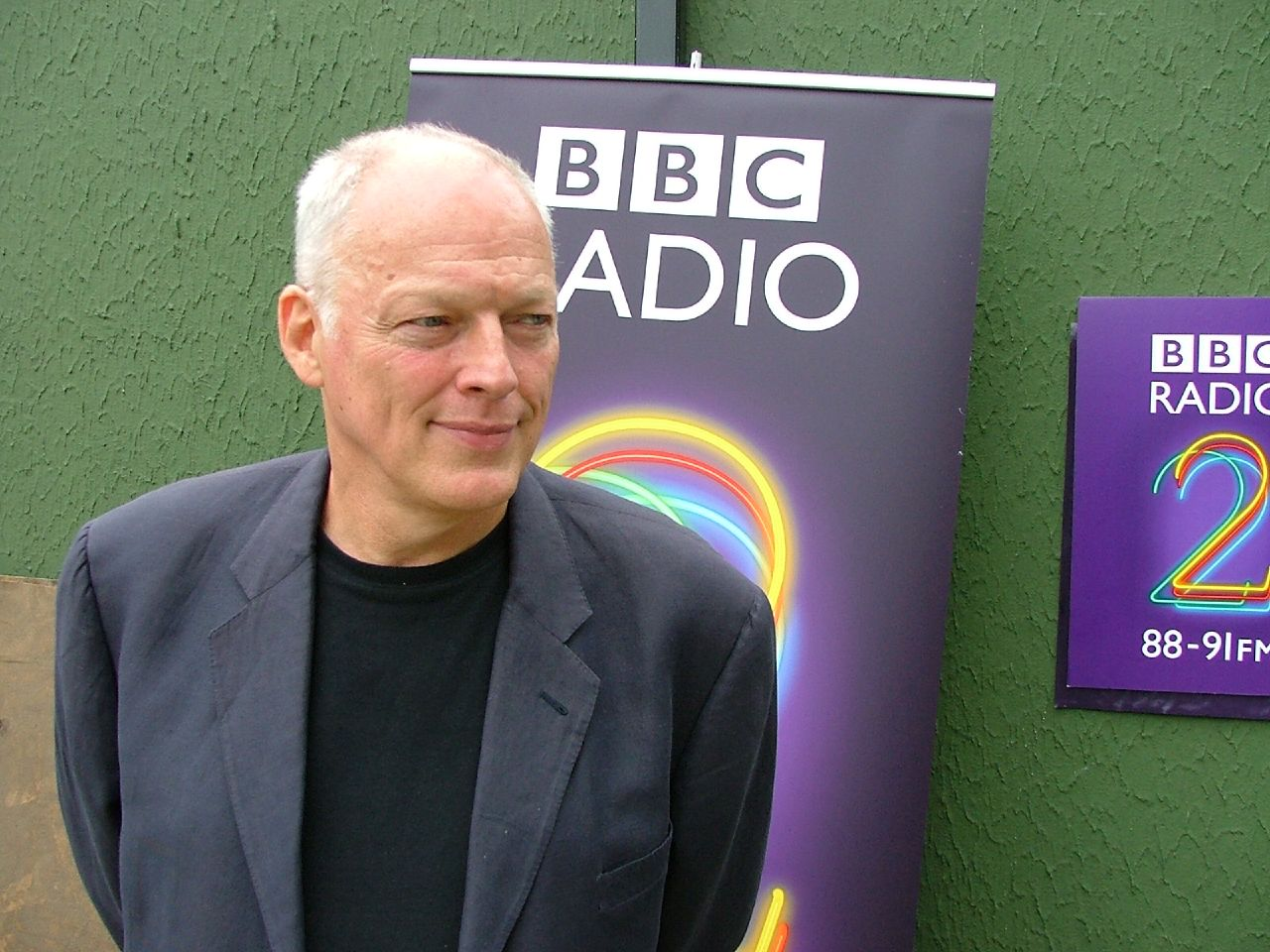
David Gilmour dijo en una entrevista de 2008 que sentía que la mitad del álbum era suyo, por lo cual no se sintió en ningún momento desplazado en su elaboración.

La banda había trabajado en varias ocasiones con el ingeniero Brian Humphries y se le llamó para trabajar nuevamente en este álbum. La grabación se hizo en los Estudios Britannia Row, entre abril y diciembre de 1976, y a principios de 1977. Dos pistas que ya habían tocado en directo y que fueron consideradas para formar parte de Wish You Were Here —"Raving and Drooling" y "Gotta Be Crazy"— reaparecieron como "Sheep" y "Dogs", respectivamente. Se trabajó con ellas para que pudiesen adaptarse al nuevo concepto y fueron separadas entre sí por una nueva composición de Waters, "Pigs (Three Different Ones)". Con la excepción de "Dogs", coescrita por Gilmour, las cinco pistas fueron compuestas por Roger Waters. "Pigs On the Wing" se dividió en dos partes, y ya que las regalías se calculaban por canción, Waters recibiría más dinero que Gilmour, a pesar de que "Dogs" ocupa casi toda la primera cara del álbum. La canción contiene referencias a la vida privada de Waters — su nuevo interés romántico era Carolyne Anne Christie (casada con Rock Scully, mánager de Grateful Dead). Gilmour también se distrajo con el nacimiento de su primer hijo y contribuyó poco hacia el final del proceso de grabación. De igual manera, ni Mason ni Wright contribuyeron mucho en Animals, en comparación con álbumes anteriores. Animals es el primer álbum de la banda que no cuenta con ninguna canción compuesta por Wright. A pesar de no tener contribuciones tan notables como en Wish You Were Here, se nota claramente su influencia en los arreglos, que incluyen solos en "Dogs" y "Sheep".

Lo de Roger es dominar, pero yo me contento con defenderme y discutir a voces sobre los méritos en las diferentes piezas musicales, que es lo que hice en Animals. No me sentí ni remotamente fuera de ese álbum. El noventa por cierto de ‘Dogs’ es mío, y esa canción ocupa una cara completa, lo que es la mitad de Animals
Gilmour

La banda había discutido sobre contratar a otro guitarrista para las siguientes giras, por lo cual invitaron a Snowy White al estudio. Después de que Waters y Mason borraran sin querer un solo de guitarra que había terminado Gilmour, le pidieron a White que grabase un solo de guitarra para "Pigs on the Wing", que aunque no aparece en el lanzamiento en LP, sí se incluyó en la versión cartucho 8-track del álbum. También participó en la gira de promoción de Animals. Mason recuerda haber disfrutado más en este álbum que en el anterior Wish You Were Here.

## Presentación

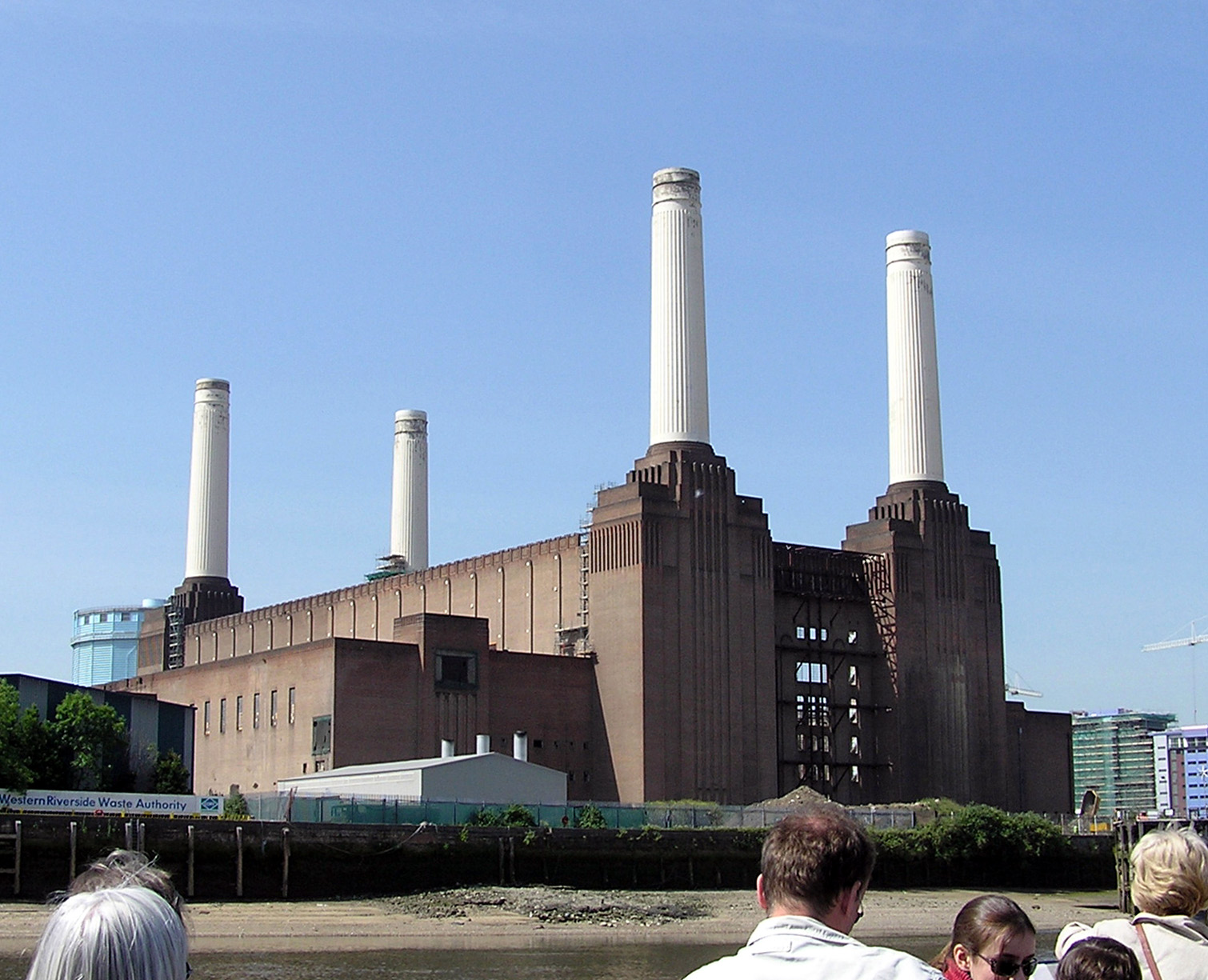
La Central Eléctrica de Battersea (Battersea Power Station) sirvió como objeto principal de la portada del disco.

Una vez terminado el álbum, se comenzó a trabajar en la portada. Hipgnosis, que diseñó las portadas de los álbumes previos, ofreció tres ideas, siendo una de ellas la imagen de un niño entrando en la habitación de sus padres para encontrarles manteniendo relaciones sexuales —"¡copulando como animales!"—, aunque finalmente el concepto que se utilizó fue diseñado por Waters, quien en esos momentos vivía en Clapham Common y pasaba con cierta frecuencia frente a Battersea Power Station, que en aquella época estaba a punto de terminar su vida útil. Eligieron el edificio como contenido principal de la portada, mientras que encargaron a la compañía alemana Ballon Fabrik (que había construido previamente aeronaves dirigibles) y al artista australiano Jeffrey Shaw la construcción de un globo con forma de cerdo de unos nueve metros (llamado Algie). El globo fue llenado con helio y colocado frente al edificio el 2 de diciembre, con un tirador entrenado listo para disparar si se escapaba. Por desgracia, las inclemencias del tiempo retrasaron la sesión de fotos y el mánager de la banda Steve O'Rourke no había previsto contratar al tirador más días. El globo se soltó de sus amarras y ascendió, aterrizando finalmente en Kent, siendo recuperado por un granjero local, enfadado porque aparentemente "había asustado a sus vacas". Recuperaron el globo y dedicaron un tercer día a la sesión de fotos, aunque finalmente se superpuso la imagen del cerdo delante de la estación eléctrica, ya que consideraron que eran mejores fotografías.
La temática de la portada también se incluye en las pegatinas centrales del mismo LP. En la Cara A se muestra una vista de objetivo ojo de pez de un perro en un paisaje campestre típicamente inglés, mientras que la Cara B muestra un cerdo y una oveja, en la misma localización. Utilizaron la letra de Nick Mason como tipo de letra a lo largo de todo el álbum. En el interior del empaquetado usaron fotografías monocromáticas sobre las ruinas alrededor de la estación eléctrica.

## Lanzamiento
Animals se lanzó al mercado el 23 de enero de 1977, y el 12 de febrero en Estados Unidos. Llegó al puesto número dos en las listas británicas, y al número tres en las estadounidenses. Dos días antes del lanzamiento, Capital Radio emitió The Pink Floyd Story y dos días antes de eso la banda organizó una conferencia de prensa en la estación eléctrica. La emisión del programa radiofónico estaba pensado para el área de Londres —desde donde se había estado emitiendo desde mediados de diciembre—, pero John Peel recibió una copia y la emitió para todo el país, además de tocar la cara A al completo el día anterior. NME llamó el álbum "uno de los pedazos iconoclásticos de música más extremos, implacables, desgarradores y francos en salir a este lado del sol", mientras que Karl Dallas de Melody Maker escribió: "Es una prueba inconformista de realidad en un medio que se ha vuelto con los años, cada vez más soporífico". Frank Rose de Rolling Stone escribió que "el Floyd de 1977 se ha tornado amargo y taciturno. Se quejan de la duplicidad del comportamiento humano (y después titulan sus canciones como animales —¿lo cogéis?). Suenan como si acabasen de descubrir esto —su mensaje ha perdido sentido y se ha vuelto tedioso".

Animals fue un trabajo duro. No fue un álbum divertido de hacer, pero esto fue en la época en la que Roger se creía el único compositor de la banda. Pensaba que solo era por él que la banda seguía adelante y, obviamente, cuando comenzó a sacar el ego a pasear, con quien la pagaba era conmigo.
Richard Wright

Animals fue certificado cuatro veces platino por la RIAA el 31 de enero de 1995.

### Reediciones
Animals se lanzó originalmente a través de Harvest Records en el Reino Unido y de Columbia Records en Estados Unidos, aunque fue reeditado en CD en 1985, y en Estados Unidos en 1987. En 1994 se volvió a reeditar con una remasterización digital (CD) y nueva presentación, y como LP digitalmente remasterizado en 1997. Ese mismo año se lanzó una edición especial por el 20.º aniversario de su lanzamiento en Estados Unidos, seguido de una reedición de Capitol Records en el año 2000. El álbum también se incluye en las cajas recopilatorias Shine On y Oh, By the Way.

## Gira

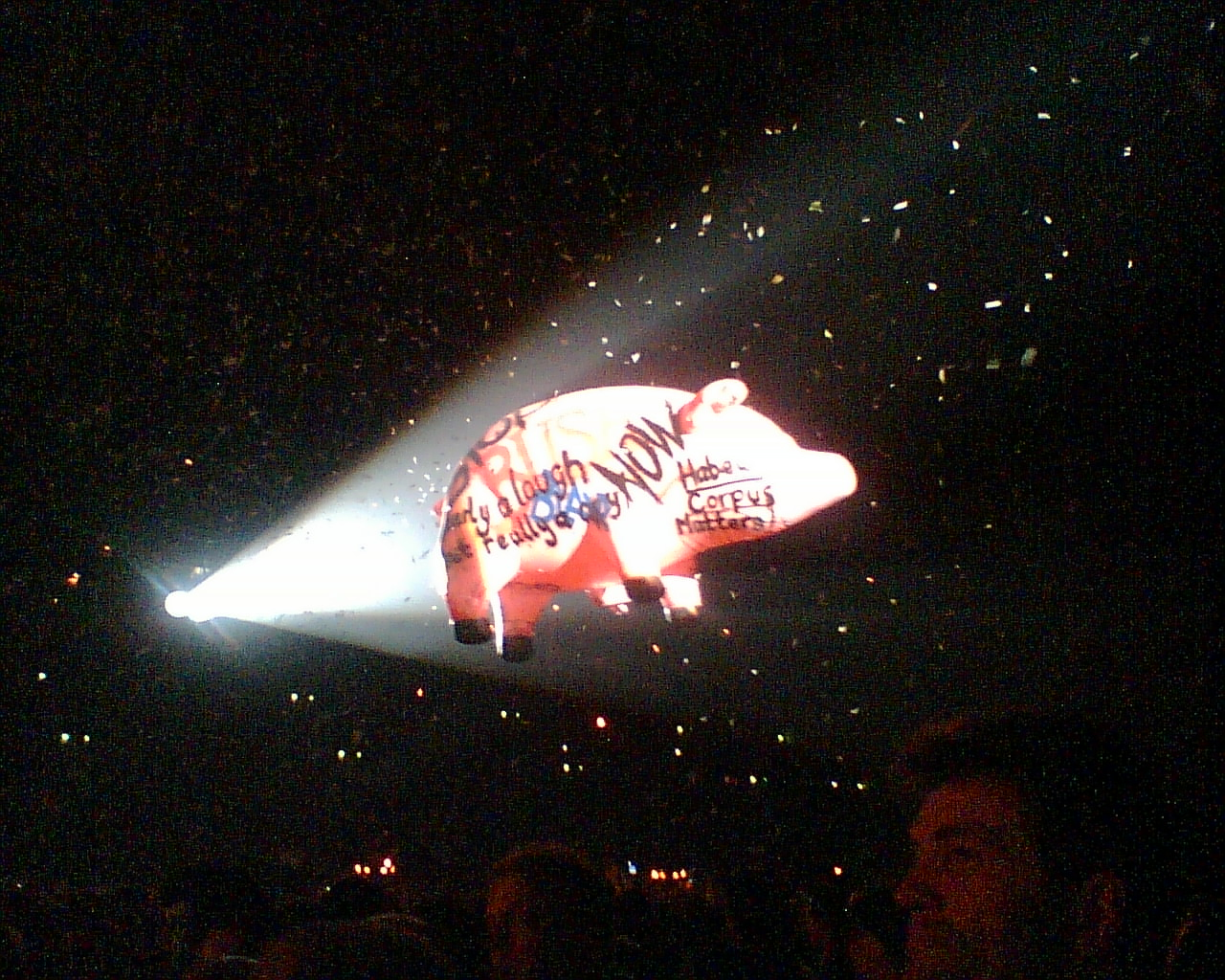
Los cerdos inflables han sido una constante en los conciertos de Pink Floyd desde el lanzamiento de Animals, en cuya carátula se ve un cerdo inflable entre las dos chimeneas de una estación eléctrica.

Las canciones del álbum se convirtieron en el objeto principal de la gira In the Flesh, que dio comienzo el mismo día del lanzamiento del álbum, en Dortmund. La gira continuó por Europa en febrero, por el Reino Unido en marzo y por Estados Unidos tres semanas entre abril y mayo, y entre junio y julio otras tres semanas. Algie se convirtió en la inspiración de mucha de la temática sobre cerdos utilizada en la gira. Un cerdo inflable se colgaba por encima del público, para después ser sustituido por una versión más barata que hacían explotar. En una ocasión se cambió el gas propano por una mezcla de acetileno y oxígeno, produciendo una enorme (y peligrosa) explosión. El promotor de la banda, Marcel Avram, les llevó un cerdito en Múnich, que causó destrozos por toda la habitación del hotel, dejando al mánager O'Rourke lidiar con el desastre. En los conciertos se hacían acompañar de otros artistas invitados como Dick Parry y Snowy White.
Los conflictos internos amenazaban con terminar con la banda. Waters acostumbraba a llegar a los conciertos solo y se marchaba de inmediato. En una ocasión, Wright voló de regreso a Inglaterra amenazando con abandonar la banda. El asunto del tamaño de los recintos también era un problema: en Chicago, los promotores dijeron haber vendido 67 000 localidades en el estadio Soldier Field, pero Waters y O'Rourke sospecharon. Alquilaron un helicóptero, un fotógrafo y un abogado, y descubrieron que la asistencia final fue de 95 000 personas, dejando unas pérdidas de $ 640 000. El final de la gira fue un momento flojo para Gilmour, quien pensaba que la banda ya había alcanzado el éxito que buscaba y que no había nada más que hacer. En julio de 1977 —en el último concierto de la gira en el Estadio Olímpico de Montreal— un pequeño grupo de seguidores en primera fila irritaron a Waters hasta el punto en que les escupió. Waters no era el único al que no le gustaba tocar ante públicos tan grandes, ya que Gilmour también llegó a negarse a tocar el bis habitual de la banda. Waters después habló con el productor Bob Ezrin y le contó lo raro que se sintió en la gira, diciendo que en ocasiones sentía que quería construir una pared entre el público y él mismo. El incidente del escupitajo se convirtió en la base de un nuevo concepto, basado en la separación del público del grupo durante las actuaciones, que luego se convertiría en uno de los álbumes más exitosos de la banda, The Wall.

## Lista de canciones
Todas las letras escritas por Roger Waters, excepto una parte de Dogs, escrita por David Gilmour.
| Lado A |                      |                 |                 |          |  |
| N.º    | Título               | Música          | Voz principal   | Duración |  |
| 1.     | «Pigs on the Wing 1» | Waters          | Waters          | 1:25     |  |
| 2.     | «Dogs»               | Gilmour, Waters | Gilmour, Waters | 17:03    |  |

Todas las letras escritas por Roger Waters, excepto una parte de Dogs, escrita por David Gilmour.
| Lado B |                               |        |               |          |  |
| N.º    | Título                        | Música | Voz principal | Duración |  |
| 1.     | «Pigs (Three Different Ones)» | Waters | Waters        | 11:25    |  |
| 2.     | «Sheep»                       | Waters | Waters        | 10:25    |  |
| 3.     | «Pigs on the Wing 2»          | Waters | Waters        | 1:23     |  |

## Personal
| Pink Floyd - David Gilmour — guitarra, bajo, voz, talk box, sintetizadores, voz principal en la primera mitad de "Dogs". - Nick Mason — batería, percusión. - Roger Waters — bajo, voz principal en el resto de canciones, guitarra acústica y guitarra rítmica. - Richard Wright — órgano Hammond, piano eléctrico Wurlitzer, piano eléctrico Fender Rhodes, clavinet Hohner, gran piano Yamaha, sintetizador ARP, Minimoog, coros. | Producción - Pink Floyd - Brian Humphries — ingeniería de sonido. - James Guthrie — productor de remasterización. - Roger Waters — diseño de portada. - Storm Thorgerson — diseño de portada (organización). - Aubrey Powell — diseño de portada (organización), fotografía. - Nick Mason — gráficos. - Peter Christopherson — fotografía. - Howard Bartrop — fotografía. - Nic Tucker — fotografía. - Bob Ellis — fotografía. - Rob Brimson — fotografía. - Colin Jones — fotografía. - E.R.G. Ámsterdam — diseño del "cerdo inflable". - Doug Sax — remasterización. - Snowy White — guitarra líder en "Pigs on the Wing" (sólo versión 8-pistas). |

## Listas de ventas
| Lista                          | Posición | Fuente           |
| ------------------------------ | -------- | ---------------- |
| Lista británica de álbumes     | 2        | [ 2 ] [ nota 8 ] |
| Billboard 200 (Estados Unidos) | 3        | [ 2 ] [ nota 9 ] |
| Lista australiana de álbumes   | 2        | [ 28 ]           |
| Lista francesa de álbumes      | 171      | [ 28 ]           |
| Lista sueca de álbumes         | 3        | [ 28 ]           |
| Lista noruega de álbumes       | 2        | [ 28 ]           |
| Lista neozelandesa de álbumes  | 1        | [ 28 ]           |